# باساي
باساي هي مدينة من مدن الفلبين. يبلغ عدد سكانها 392869 نسمة وذلك حسب إحصائيات سنة 2010. تبلغ مساحتها 18.50 كم². تحدها من الشمال مدينة مانيلا عاصمة الفلبين، وتحدها ماكاتي من الشمال الشرقي.

## أبرز المعالم
- مطار نينوي أكوينو الدولي
- مول أوف آسيا أرينا

## توأمة
لباساي اتفاقيات توأمة مع كل من:
- ساكرامنتو
- تاينان

## أعلام
- ريكو مايرهوفر
- ماريو أوهارا
- جوزفين روبرتو
- بوبي باركس
- تشيك بارسونز
- جيسوس فاريلا
- بويت باوتيستا
- إنريكو فيلانويفا
- أنيتا ليندا
- فيك فارغاس